# Vilborg Davíðsdóttir
Vilborg Davíðsdóttir (* 3. September 1965 in Þingeyri, Island) ist eine isländische Autorin und Journalistin.
Ihre Romane Við Urðarbrunn (1993) und Normadómur (1994) sind von der Isländersaga beeinflusst.

## Werke
- Audur (2009)
- Hrafninn - kilja (2006)
- Hrafninn (2005)
- Felustaðurinn (2002)
- Galdur - kilja (2002)
- Korku saga - kilja (2001)
- Korku saga - Við Urðarbrunn og Nornadómur (2001)
- Galdur (2000)
- Eldfórnin (1997) (Das Opfer)
- Nornadómur (1994) (Das Gerichtsverfahren der Hexen)
- Við Urðarbrunn (1993)